# Кървава музика
Кървава музика е научнофантастичен роман на Грег Беър. Първоначално е публикуван като кратък разказ през 1983, печелейки наградата Небюла от същата година в категорията мини-новела и наградата Хюго от 1984 в същата категория.
Грег Беър публикува разширена версия във формата на роман през 1985-а. Завършеният роман е номиниран за наградата Небюла през 1985 и за наградите Хюго, Кембъл и британската награда за научна фантастика от 1986-а.
Кървава музика разглежда теми като биотехнологии, нанотехнологии, природата на съзнанието и изкуствения интелект.